# Heinz Barth (Journalist)
Heinrich Ludwig Felix „Heinz F.“ Barth (* 14. Oktober 1910 in Schwarzenberg; † nach 1974) war ein deutscher Journalist und Auslandskorrespondent.

## Leben und Wirken
Er war der Sohn des gleichnamigen Rechtsanwaltes, der seine Kanzlei zeitweilig in der erzgebirgischen Amtsstadt Schwarzenberg hatte. Höhere Schulen besuchte Barth in Würzburg, Potsdam und Berlin. An der Universität der letzteren Stadt nahm er auch ein Studium auf, das er ohne Abschluss beendete. 
Von 1931 bis 1934 war Barth u. a. Redakteur der Vossischen Zeitung und beim Ullstein Verlag. Für den Ullstein- bzw. Deutschen Verlag ging er anschließend nach Rom und 1939 nach Madrid, wo er für das nationalsozialistische System als Auslandskorrespondent tätig war. 
1944 erhielt er die Einberufung zur Wehrmacht. Er geriet gegen Kriegsende in Gefangenschaft, aus der er 1947 entlassen wurde. Anschließend ging er erneut als Korrespondent verschiedener Tageszeitungen (u. a. Die Welt, Tagesspiegel Stuttgarter Nachrichten) nach Spanien, wo er zeitweise unter der Pseudonym Gottfried Grossel arbeitete. Ferner war er auch für Zeitschriften und deutsche Rundfunkgesellschaften als Auslandskorrespondent tätig. Er wechselte nach Paris und im Dezember 1965 nach Washington. 1974 zog er sich auf sein Haus nach Spanien in den teilweisen Ruhestand zurück.

## Schriften
- Romanische Köpfe. Lebensbilder aus dem neuen Italien, Berlin: Deutscher Verlag, 1938